# Chiến tranh Paquisha
Bản mẫu:Campaignbox Ecuadorian-Peruvian
Chiến tranh Paquisha là một cuộc đụng độ quân sự ngắn diễn ra từ tháng 1 đến tháng 2 năm 1981 giữa Ecuador và Peru để giành quyền kiểm soát ba watchpost. Dù Peru cảm thấy vấn đề này đã được giải quyết trong cuộc chiến Ecuador-Peru năm 1941, Ecuador không đồng ý với nghị định Rio de Janeiro. Sau đó vào năm 1998 những người bảo lãnh của nghị định Rio Protocol phán quyết rằng vùng biên giới tranh chấp thực tế ra là đường Cordillera del Cóndor, như quan điểm của Peruhad từ những năm 1940. 

Biên giới Ecuador-Peru, 2011

## Bối cảnh lịch sự
For details on the history of the border dispute between Ecuador and Peru, please see History of the Ecuadorian-Peruvian territorial dispute.